# Mon beauf, ma sœur et moi

Mon beauf, ma sœur et moi (A Dog's Breakfast) est une comédie canadienne réalisée par David Hewlett en 2006, sortie en 2007 aux États-Unis, et en 2009 en France (en DVD).
C'est le premier film écrit et réalisé par David Hewlett, notamment connu pour son rôle de Rodney McKay dans la série Stargate Atlantis. David Hewlett a écrit le scénario avec sa femme Jane Loughman.
Grâce à la présence de nombreux acteurs de Stargate, le film a été très bien accueilli par les fans. 

## Synopsis
Patrick vit seul avec son chien Mars dans la maison de ses parents décédés. Un peu avant Noël, Marilyn, la sœur de Patrick, visite son frère pour lui présenter son fiancé Ryan, star d'une série de science-fiction.
Patrick va tout faire pour semer le trouble dans le couple.

## Fiche technique
- Titre français : Mon Beauf, ma sœur et moi
- Titre original : A Dog's Breakfast
- Réalisation : David Hewlett
- Scénario : David Hewlett et Jane Loughman
- Musique : Tim Williams
- Producteur : John Lenic et Jane Loughman
- Monteur : Jason Schneider
- Directeur de la photographie : Jason Alfred Menard
- Costume : Slavica Grkavac et Christine Mooney
- Distribution : Independent et MGM Studios
- Budget : 120 000 $
- Pays :  Canada
- Langue : Anglais
- Durée : 88 minutes
- Dates de sortie :
  -  États-Unis : 2007
  -  France : 1er juillet 2009 (en DVD uniquement)

## Distribution
- David Hewlett : Patrick
- Kate Hewlett : Marilyn
- Paul McGillion (VQ : Martin Watier) : Ryan / Colt / Détective Morse
- Christopher Judge : Chris
- Rachel Luttrell : Ratcha
- Amanda Byram : Elise
- Michael Lenic : Zero
- Mars : Mars

## Liens avec la franchise Stargate
- La distribution du film comprend principalement des acteurs de la franchise Stargate : Paul McGillion, Rachel Luttrell et Kate Hewlett ont été choisis par David Hewlett (scénariste et acteur), Christopher Judge a été suggéré par Jane Loughman (productrice et épouse de David Hewlett).
- Le décor de la série de Ryan est celui des vaisseaux de classe DSC-304 de la franchise Stargate.
- Zero ressemble physiquement au personnage de Michael de la série Stargate Atlantis (Michael est également le nom de l'acteur qui joue Zero).